# Омурзаков, Суйунбек Абдылдаевич
Омурзаков Суйунбек Абдылдаевич  (род. 1 июля 1968, село Ылай-Талаа, Ошская область) — генерал-майор милиции (2014), начальник Главного управления МВД Кыргызской Республики по городу Ош и Ошской области, первый заместитель министра внутренних дел Кыргызской Республики, депутат Жогорку Кенеша Кыргызской Республики VII созыва от политической партии «Ишеним». Председатель комитета по правопорядку, борьбе с преступностью и противодействию коррупции.

## Биография
В 1989 году окончил Джалал-Абадское Педагогическое училище имени А. С. Пушкина с отличием по специальности преподаватель физкультуры. В 1986—1988 годах служил в рядах Советской Армии (Польская Народная Республика), затем по 1992 год — в патрульно-постовой службе линейного ОВД Минска. В 1996 году окончил Академию МВД Белоруссии по специальности «юриспруденция», затем работал оперуполномоченным Уголовного розыска по борьбе с преступными посягательствами на грузы ЛПМ на станции Степянка Минского ОВД на транспорте (г. Минск). В 1997 году уволился в запас по собственному желанию.
С 1997 года служит в органах внутренних дел Кыргызской Республики — оперуполномоченный уголовного розыска в Оше (1997—1999), старший оперуполномоченный отделения по раскрытию разбойных нападений и вымогательств (УВД Ошской области, 1999—2000), начальник уголовного розыска Кадамжайского района (УВД Баткенской области, 2000—2001), оперуполномоченный отдела по борьбе с организованными преступными группами по Ошской и Баткенской областями ГУБОП МВД Кыргызской Республики.
В 2002—2005 годах служил в Южном межрегиональном управлении по борьбе с организованной преступностью и религиозным экстремизмом МВД Кыргызской Республики: оперуполномоченный, старший оперуполномоченный (2002—2003), старший оперуполномоченный по особо важным делам (2003—2004), начальник 3-отдела (2004—2005), начальник 2-отдела (2005).
С 2005 года — заместитель начальника УВД города Ош, с 2006 года — начальник регионального управления по борьбе с организованной преступностью Главного управления по борьбе с организованной преступностью (РУБОП, ГУБОП) МВД Кыргызской Республики (в 2007—2008 одновременно — заместитель начальника ГУБОП МВД КР).
В 2008 году — заместитель начальника УВД Джалал-Абадской области, в 2008—2009 — заместитель начальника УВД города Ош. В 2009—2010 годы возглавлял отдел внутренних дел Кара-Сууского района УВД Ошской области.
В 2010 году — начальник Главного управления по борьбе с незаконным оборотом наркотиков МВД Кыргызской Республики (февраль-апрель), заместитель министра внутренних дел Кыргызской Республики (апрель-июль), заместитель директора Бюро по координации борьбы с организованной преступностью и иными опасными видами преступлений на территории СНГ от УПОМС МВД Кыргызской Республики (июнь-август) (г. Москва).
В 2012—2013 годах представитель Представительства МВД Кыргызской Республики в МВД Российской Федерации Управления правового обеспечения и международного сотрудничества МВД Кыргызской Республики (г. Москва).
В 2012—2013 годах — начальник Управления внутренних дел города Ош.
С 22 февраля 2013 года — начальник Главного управления МВД Кыргызской Республики по городу Ош и Ошской области.
С 9 июня 2016 года — 11 октября 2021 первый заместитель министра внутренних дел Кыргызской Республики
С декабря 2021 года  —  депутат Жогорку Кенеша Кыргызской Республики VII созыва от политической партии «Ишеним».
Почётный президент Федерации самбо Кыргызской Республики, председатель «Динамо» Главного управления МВД Кыргызской Республики по городу Ош и Ошской области.

## Награды
- нагрудный знак «За отличие в службе Уголовного розыска», «отличник БКБОП», «отличник ОБЭП», «90-лет ОУР МВД РФ»
- медаль «Азамат» I,II и III степени
- юбилейный знак «Кылмышкер издоо»[3].